# Idiorophus
Idiorophus és un gènere extint de mamífers marins de la família dels fisetèrids. Era un parent proper del catxalot d'avui en dia.
Conté les espècies següents:
- Idiorophus bolzanensis (Dal Piaz, 1916), de protònim Scaldicetus bolzanensis, del Miocè inferior
- Idiorophus patagonicus (Lydekker, 1894), l'espècie tipus, de protònim Physodon patagonicus